# Würth 400
La Würth 400 è una gara automobilistica di stock car appartenente alle NASCAR Cup Series che si tiene presso il Dover Motor Speedway di Dover, nel Delaware (Stati Uniti).
L'ovale protagonista della gara è il cosiddetto "Monster Mile" e per anni è stata una delle due gare disputata a Dover

## Storia
Dopo essere stata disputata ininterrottamente dal 1969, nel 2020 la gara viene rinviata a causa della pandemia di COVID-19 nello stesso fine settimana in cui si disputa l'altra gara che in quella stagione era prevista a Dover. Si sono avute quindi due gare delle Cup Series nello stesso fine settimana, evento mai avvenuto in tutta la storia della NASCAR.

## Albo d'oro
Fonti: Racing Reference; Jayski's Silly Season Site
| Anno | Data         | N° | Pilota           | Scuderia                     | Costruttore | Distanza | Distanza | Tempo   | Media   | Resoconto |
| Anno | Data         | N° | Pilota           | Scuderia                     | Costruttore | Giri     | Miglia   | Tempo   | Media   | Resoconto |
| ---- | ------------ | -- | ---------------- | ---------------------------- | ----------- | -------- | -------- | ------- | ------- | --------- |
| 1969 | 6 luglio     | 43 | Richard Petty    | Petty Enterprises            | Ford        | 300      | 300      | 2:35:28 | 115.772 | Resoconto |
| 1970 | 20 settembre | 43 | Richard Petty    | Petty Enterprises            | Plymouth    | 300      | 300      | 2:40:34 | 112.103 | Resoconto |
| 1971 | 6 giugno     | 12 | Bobby Allison    | Holman-Moody                 | Mercury     | 500      | 500      | 4:30:40 | 123.119 | Resoconto |
| 1972 | 4 giugno     | 12 | Bobby Allison    | Richard Howard               | Chevrolet   | 500      | 500      | 4:12:49 | 118.019 | Resoconto |
| 1973 | 3 giugno     | 21 | David Pearson    | Wood Brothers Racing         | Mercury     | 500      | 500      | 4:10:32 | 119.745 | Resoconto |
| 1974 | 19 maggio    | 11 | Cale Yarborough  | Richard Howard               | Chevrolet   | 450      | 450      | 3:54:40 | 115.057 | Resoconto |
| 1975 | 18 maggio    | 21 | David Pearson    | Wood Brothers Racing         | Mercury     | 500      | 500      | 4:57:32 | 100.820 | Resoconto |
| 1976 | 16 maggio    | 72 | Benny Parsons    | L.G. DeWitt                  | Chevrolet   | 500      | 500      | 4:19:53 | 115.436 | Resoconto |
| 1977 | 15 maggio    | 11 | Cale Yarborough  | Junior Johnson & Associates  | Chevrolet   | 500      | 500      | 4:03:26 | 123.327 | Resoconto |
| 1978 | 21 maggio    | 21 | David Pearson    | Wood Brothers Racing         | Mercury     | 500      | 500      | 4:21:38 | 114.664 | Resoconto |
| 1979 | 20 maggio    | 21 | Neil Bonnett     | Wood Brothers Racing         | Mercury     | 500      | 500      | 4:29:37 | 111.269 | Resoconto |
| 1980 | 18 maggio    | 15 | Bobby Allison    | Bud Moore Engineering        | Ford        | 500      | 500      | 4:23:28 | 113.866 | Resoconto |
| 1981 | 17 maggio    | 90 | Jody Ridley      | Junie Donlavey               | Ford        | 500      | 500      | 4:17:18 | 116.595 | Resoconto |
| 1982 | 16 maggio    | 88 | Bobby Allison    | DiGard Motorsports           | Chevrolet   | 500      | 500      | 4:09:43 | 120.136 | Resoconto |
| 1983 | 15 maggio    | 22 | Bobby Allison    | DiGard Motorsports           | Buick       | 500      | 500      | 4:21:13 | 114.847 | Resoconto |
| 1984 | 20 maggio    | 43 | Richard Petty    | Curb Racing                  | Pontiac     | 500      | 500      | 4:12:42 | 118.717 | Resoconto |
| 1985 | 19 maggio    | 9  | Bill Elliott     | Melling Racing               | Ford        | 500      | 500      | 4:03:43 | 123.094 | Resoconto |
| 1986 | 18 maggio    | 5  | Geoffrey Bodine  | Hendrick Motorsports         | Chevrolet   | 500      | 500      | 4:20:51 | 115.009 | Resoconto |
| 1987 | 31 maggio    | 28 | Davey Allison    | Ranier-Lundy                 | Ford        | 500      | 500      | 4:25:35 | 112.958 | Resoconto |
| 1988 | 5 giugno     | 9  | Bill Elliott     | Melling Racing               | Ford        | 500      | 500      | 4:12:41 | 118.726 | Resoconto |
| 1989 | 4 giugno     | 3  | Dale Earnhardt   | Richard Childress Racing     | Chevrolet   | 500      | 500      | 4:06:34 | 121.670 | Resoconto |
| 1990 | 3 giugno     | 10 | Derrike Cope     | Whitcomb Racing              | Chevrolet   | 500      | 500      | 4:02:01 | 123.96  | Resoconto |
| 1991 | 2 giugno     | 25 | Ken Schrader     | Hendrick Motorsports         | Chevrolet   | 500      | 500      | 4:09:41 | 120.152 | Resoconto |
| 1992 | 31 maggio    | 33 | Harry Gant       | Leo Jackson Racing           | Oldsmobile  | 500      | 500      | 4:34:05 | 109.456 | Resoconto |
| 1993 | 6 giugno     | 3  | Dale Earnhardt   | Richard Childress Racing     | Chevrolet   | 500      | 500      | 4:44:06 | 105.6   | Resoconto |
| 1994 | 5 giugno     | 2  | Rusty Wallace    | Penske Racing                | Ford        | 500      | 500      | 4:52:36 | 102.529 | Resoconto |
| 1995 | 4 giugno     | 42 | Kyle Petty       | SABCO Racing                 | Pontiac     | 500      | 500      | 4:10:15 | 119.88  | Resoconto |
| 1996 | 2 giugno     | 24 | Jeff Gordon      | Hendrick Motorsports         | Chevrolet   | 500      | 500      | 4:04:25 | 122.741 | Resoconto |
| 1997 | 1 giugno     | 10 | Ricky Rudd       | Rudd Performance Motorsports | Ford        | 500      | 500      | 4:21:42 | 114.635 | Resoconto |
| 1998 | 31 maggio    | 88 | Dale Jarrett     | Robert Yates Racing          | Ford        | 400      | 400      | 3:20:46 | 119.522 | Resoconto |
| 1999 | 6 giugno     | 18 | Bobby Labonte    | Joe Gibbs Racing             | Pontiac     | 400      | 400      | 3:19:00 | 120.603 | Resoconto |
| 2000 | 4 giugno     | 20 | Tony Stewart     | Joe Gibbs Racing             | Pontiac     | 400      | 400      | 3:39:09 | 109.514 | Resoconto |
| 2001 | 3 giugno     | 24 | Jeff Gordon      | Hendrick Motorsports         | Chevrolet   | 400      | 400      | 3:19:24 | 120.361 | Resoconto |
| 2002 | 2 giugno     | 48 | Jimmie Johnson   | Hendrick Motorsports         | Chevrolet   | 400      | 400      | 3:24:10 | 117.551 | Resoconto |
| 2003 | 1 giugno     | 12 | Ryan Newman      | Penske Racing                | Dodge       | 400      | 400      | 3:44:31 | 106.896 | Resoconto |
| 2004 | 6 giugno     | 6  | Mark Martin      | Roush Racing                 | Ford        | 400      | 400      | 4:07:19 | 97.042  | Resoconto |
| 2005 | 5 giugno     | 16 | Greg Biffle      | Roush Racing                 | Ford        | 400      | 400      | 3:15:43 | 122.626 | Resoconto |
| 2006 | 4 giugno     | 17 | Matt Kenseth     | Roush Racing                 | Ford        | 400      | 400      | 3:38:27 | 109.865 | Resoconto |
| 2007 | 4 giugno     | 1  | Martin Truex Jr. | Dale Earnhardt, Inc.         | Chevrolet   | 400      | 400      | 3:21:45 | 118.95  | Resoconto |
| 2008 | 1 giugno     | 18 | Kyle Busch       | Joe Gibbs Racing             | Toyota      | 400      | 400      | 3:18:04 | 121.171 | Resoconto |
| 2009 | 31 maggio    | 48 | Jimmie Johnson   | Hendrick Motorsports         | Chevrolet   | 400      | 400      | 3:28:16 | 115.237 | Resoconto |
| 2010 | 16 maggio    | 18 | Kyle Busch       | Joe Gibbs Racing             | Toyota      | 400      | 400      | 3:06:21 | 128.79  | Resoconto |
| 2011 | 15 maggio    | 17 | Matt Kenseth     | Roush Fenway Racing          | Ford        | 400      | 400      | 3:11:07 | 125.578 | Resoconto |
| 2012 | 3 giugno     | 48 | Jimmie Johnson   | Hendrick Motorsports         | Chevrolet   | 400      | 400      | 3:15:23 | 122.835 | Resoconto |
| 2013 | 2 giugno     | 14 | Tony Stewart     | Stewart-Haas Racing          | Chevrolet   | 400      | 400      | 3:14:51 | 123.172 | Resoconto |
| 2014 | 1 giugno     | 48 | Jimmie Johnson   | Hendrick Motorsports         | Chevrolet   | 400      | 400      | 3:23:52 | 117.724 | Resoconto |
| 2015 | 31 maggio    | 48 | Jimmie Johnson   | Hendrick Motorsports         | Chevrolet   | 405      | 405      | 3:23:16 | 119.547 | Resoconto |
| 2016 | 15 maggio    | 20 | Matt Kenseth     | Joe Gibbs Racing             | Toyota      | 400      | 400      | 3:39:29 | 109.348 | Resoconto |
| 2017 | 4 giugno     | 48 | Jimmie Johnson   | Hendrick Motorsports         | Chevrolet   | 406      | 400      | 3:52:06 | 104.955 | Resoconto |
| 2018 | 6 maggio     | 4  | Kevin Harvick    | Stewart-Haas Racing          | Ford        | 400      | 400      | 3:28:37 | 115.044 | Resoconto |
| 2019 | 6 maggio     | 19 | Martin Truex Jr. | Joe Gibbs Racing             | Toyota      | 400      | 400      | 3:08:37 | 127.242 | Resoconto |
| 2020 | 22 agosto    | 11 | Denny Hamlin     | Joe Gibbs Racing             | Toyota      | 311      | 311      | 2:30:03 | 124.359 | Resoconto |
| 2021 | 16 maggio    | 48 | Alex Bowman      | Hendrick Motorsports         | Chevrolet   | 400      | 400      | 3:19:55 | 120.05  | Resoconto |
| 2022 | 1/2 maggio   | 9  | Chase Elliott    | Hendrick Motorsports         | Chevrolet   | 400      | 400      | 3:49:39 | 104.507 | Resoconto |
| 2023 | 1 maggio     | 19 | Martin Truex Jr. | Joe Gibbs Racing             | Toyota      | 400      | 400      | 3:27:47 | 115.505 | Resoconto |
| 2024 | 28 aprile    | 11 | Denny Hamlin     | Joe Gibbs Racing             | Toyota      | 400      | 400      | 3:20:57 | 119.433 | Resoconto |

### Piloti plurivincitori
| Vittorie | Pilota           | Edizioni                           |
| -------- | ---------------- | ---------------------------------- |
| 6        | Jimmie Johnson   | 2002, 2009, 2012, 2014, 2015, 2017 |
| 5        | Bobby Allison    | 1971, 1972, 1980, 1982, 1983       |
| 3        | David Pearson    | 1973, 1975, 1978                   |
| 3        | Richard Petty    | 1969, 1970, 1984                   |
| 3        | Matt Kenseth     | 2006, 2011, 2016                   |
| 3        | Martin Truex Jr. | 2007, 2019, 2023                   |
| 2        | Cale Yarborough  | 1974, 1977                         |
| 2        | Bill Elliott     | 1985, 1988                         |
| 2        | Dale Earnhardt   | 1989, 1993                         |
| 2        | Jeff Gordon      | 1996, 2001                         |
| 2        | Kyle Busch       | 2008, 2010                         |
| 2        | Tony Stewart     | 2000, 2013                         |
| 2        | Denny Hamlin     | 2020, 2024                         |

### Teamplurivincitori
| Vittorie | Team                     | Edizioni                                                               |
| -------- | ------------------------ | ---------------------------------------------------------------------- |
|          | Hendrick Motorsports     | 1986, 1991, 1996, 2001, 2002, 2009, 2012, 2014, 2015, 2017, 2021, 2022 |
|          | Joe Gibbs Racing         | 1999, 2000, 2008, 2010, 2016, 2019, 2020, 2023, 2024                   |
|          | Wood Brothers Racing     | 1973, 1975, 1978, 1979                                                 |
|          | RFK Racing               | 2004, 2005, 2006, 2011                                                 |
|          | Petty Enterprises        | 1969, 1970                                                             |
|          | Richard Howard           | 1972, 1974                                                             |
|          | DiGard Motorsports       | 1982, 1983                                                             |
|          | Melling Racing           | 1985, 1988                                                             |
|          | Richard Childress Racing | 1989, 1993                                                             |
|          | Penske Racing            | 1994, 2003                                                             |
|          | Stewart-Haas Racing      | 2013, 2018                                                             |

### Costruttori plurivincitori
| Vittorie | Costruttori | Edizioni |
| -------- | ----------- | --- |
| 22       | Chevrolet   | 1972, 1974, 1976, 1977, 1982, 1986, 1989, 1990, 1991, 1993, 1996, 2001, 2002, 2007, 2009, 2012, 2013, 2014, 2015, 2017, 2021, 2022 |
| 14       | Ford        | 1969, 1980, 1981, 1985, 1987, 1988, 1994, 1997, 1998, 2004, 2005, 2006, 2011, 2018                                                 |
| 7        | Toyota      | 2008, 2010, 2016, 2019, 2020, 2023, 2024                                                                                           |
| 5        | Mercury     | 1971, 1973, 1975, 1978, 1979 |
| 4        | Pontiac     | 1984, 1995, 1999, 2000 |